# Foto Strakosha
Fotaq Strakosha, detto Foto (Tepelenë, 29 marzo 1965), è un allenatore di calcio ed ex calciatore albanese, di ruolo portiere, preparatore dei portieri delle giovanili della Lazio.

## Biografia
Anche i suoi figli, Thomas e Dhimitri Strakosha sono calciatori: il primo gioca nel AEK Atene, il secondo risulta svincolato.

## Carriera

### Club
Ha cominciato a muovere i primi passi da calciatore professionista in Albania, vestendo le maglie del Minatori Tepelenë e della Dinamo Tirana, per poi trasferirsi il 1º gennaio 1991 al PAS Giannina che lo acquista per 200.000 euro.

### Nazionale
Dal 1990 al 2005 è stato il portiere della nazionale albanese, collezionando 73 presenze.

## Statistiche

### Presenze e reti nei club
Statistiche aggiornate al 25 maggio 2005.
| Stagione                 | Squadra                  | Campionato               | Campionato | Campionato | Coppe nazionali | Coppe nazionali | Coppe nazionali | Coppe continentali | Coppe continentali | Coppe continentali | Altre coppe | Altre coppe | Altre coppe | Totale | Totale |
| Stagione                 | Squadra                  | Comp                     | Pres       | Reti       | Comp            | Pres            | Reti            | Comp               | Pres               | Reti               | Comp        | Pres        | Reti        | Pres   | Reti   |
| ------------------------ | ------------------------ | ------------------------ | ---------- | ---------- | --------------- | --------------- | --------------- | ------------------ | ------------------ | ------------------ | ----------- | ----------- | ----------- | ------ | ------ |
| 1985-1986                | Minatori Tepelenë        | KD                       | ?          | -?         | CA              | 0               | 0               | -                  | -                  | -                  | -           | -           | -           | 0+     | 0+     |
| 1986-1987                | Minatori Tepelenë        | KD                       | ?          | -?         | CA              | 0               | 0               | -                  | -                  | -                  | -           | -           | -           | 0+     | 0+     |
| 1987-1988                | Minatori Tepelenë        | KD                       | ?          | -?         | CA              | 0               | 0               | -                  | -                  | -                  | -           | -           | -           | 0+     | 0+     |
| Totale Minatori Tepelenë | Totale Minatori Tepelenë | Totale Minatori Tepelenë | ?          | -?         |                 | 0               | 0               |                    | -                  | -                  |             | -           | -           | 0+     | 0+     |
| 1988-1989                | Dinamo Tirana            | KP                       | ?          | -?         | CA              | 0               | 0               | -                  | -                  | -                  | -           | -           | -           | 0+     | 0+     |
| 1989-1990                | Dinamo Tirana            | KP                       | 31         | -?         | CA              | 0               | 0               | CdC                | 3                  | -2                 | SA          | 1           | 0           | 35     | -2+    |
| 1990-gen. 1991           | Dinamo Tirana            | KP                       | 7          | -?         | CA              | 0               | 0               | CC                 | 2                  | -5                 | -           | -           | -           | 9      | -5+    |
| Totale Dinamo Tirana     | Totale Dinamo Tirana     | Totale Dinamo Tirana     | 38         | -?         |                 | 0               | 0               |                    | 5                  | -7                 |             | 1           | 0           | 44     | -7+    |
| gen.-giu. 1991           | PAS Giannina             | AE                       | 3          | -7         | CG              | 0               | 0               | -                  | -                  | -                  | -           | -           | -           | 3      | -7     |
| 1991-1992                | Ethnikos Pireo           | AE                       | 17         | -19        | CG              | 0               | 0               | -                  | -                  | -                  | -           | -           | -           | 17     | -19    |
| 1992-1993                | Ethnikos Pireo           | BE                       | 16         | -?         | CG              | 0               | 0               | -                  | -                  | -                  | -           | -           | -           | 16     | 0+     |
| Totale Ethnikos Pireo    | Totale Ethnikos Pireo    | Totale Ethnikos Pireo    | 33         | -19+       |                 | 0               | 0               |                    | -                  | -                  |             | -           | -           | 33     | -19+   |
| 1993-1994                | Olympiacos               | AE                       | 8          | -5         | CG              | 0               | 0               | CU                 | 3                  | -5                 | -           | -           | -           | 11     | -10    |
| 1994-1995                | Olympiacos               | AE                       | 17         | -17        | CG              | 0               | 0               | -                  | -                  | -                  | -           | -           | -           | 17     | -17    |
| 1995-1996                | Olympiacos               | AE                       | 12         | -16        | CG              | 0               | 0               | -                  | -                  | -                  | -           | -           | -           | 12     | -16    |
| 1996-1997                | Olympiacos               | AE                       | 2          | 0          | CG              | 0               | 0               | CU                 | 2                  | -5                 | -           | -           | -           | 4      | -5     |
| Totale Olympiakos        | Totale Olympiakos        | Totale Olympiakos        | 39         | -38        |                 | 0               | 0               |                    | 5                  | -10                |             | -           | -           | 44     | -48    |
| 1997-1998                | Paniōnios                | AE                       | 32         | -48        | CG              | 3               | -1              | -                  | -                  | -                  | -           | -           | -           | 35     | -49    |
| 1998-1999                | Paniōnios                | AE                       | 24         | -42        | CG              | 1               | -2              | CdC                | 6                  | -10                | -           | -           | -           | 31     | -54    |
| 1999-2000                | Ionikos                  | AE                       | 32         | -44        | CG              | 8               | -8              | CU                 | 2                  | -4                 | -           | -           | -           | 42     | -56    |
| 2000-2001                | Ionikos                  | AE                       | 25         | -37        | CG              | 3               | -3              | -                  | -                  | -                  | -           | -           | -           | 28     | -40    |
| 2001-2002                | Ionikos                  | AE                       | 18         | -28        | CG              | 2               | 0               | -                  | -                  | -                  | -           | -           | -           | 20     | -28    |
| Totale Iōnikos           | Totale Iōnikos           | Totale Iōnikos           | 75         | -109       |                 | 13              | -11             |                    | 2                  | -4                 |             | -           | -           | 90     | -124   |
| 2002-gen. 2003           | Kallithea                | AE                       | 14         | -19        | CG              | 2               | -4              | -                  | -                  | -                  | -           | -           | -           | 16     | -23    |
| gen.-giu. 2003           | Kalamata                 | BE                       | 18         | -?         | CG              | 0               | 0               | -                  | -                  | -                  | -           | -           | -           | 18     | 0+     |
| 2003-gen. 2004           | Ethnikos Asteras         | BE                       | 13         | -15        | CG              | 1               | -1              | -                  | -                  | -                  | -           | -           | -           | 14     | -16    |
| gen.-giu. 2004           | Proodeftikī              | AE                       | 12         | -24        | CG              | 2               | -1              | -                  | -                  | -                  | -           | -           | -           | 14     | -25    |
| 2004-2005                | Paniōnios                | AE                       | 5          | -8         | CG              | 1               | 0               | -                  | -                  | -                  | -           | -           | -           | 6      | -8     |
| Totale Paniōnios         | Totale Paniōnios         | Totale Paniōnios         | 61         | -98        |                 | 5               | -3              |                    | 6                  | -10                |             | -           | -           | 72     | -111   |
| Totale carriera          | Totale carriera          | Totale carriera          | 306+       | -329+      |                 | 23              | -20             |                    | 18                 | -31                |             | 1           | 0           | 348+   | -380+  |

### Cronologia presenze in Nazionale
| Cronologia completa delle presenze e delle reti in nazionale ― Albania | Cronologia completa delle presenze e delle reti in nazionale ― Albania | Cronologia completa delle presenze e delle reti in nazionale ― Albania | Cronologia completa delle presenze e delle reti in nazionale ― Albania | Cronologia completa delle presenze e delle reti in nazionale ― Albania | Cronologia completa delle presenze e delle reti in nazionale ― Albania | Cronologia completa delle presenze e delle reti in nazionale ― Albania | Cronologia completa delle presenze e delle reti in nazionale ― Albania |
| Data                                                                   | Città                                                                  | In casa                                                                | Risultato                                                              | Ospiti                                                                 | Competizione                                                           | Reti                                                                   | Note                                                                   |
| ---------------------------------------------------------------------- | ---------------------------------------------------------------------- | ---------------------------------------------------------------------- | ---------------------------------------------------------------------- | ---------------------------------------------------------------------- | ---------------------------------------------------------------------- | ---------------------------------------------------------------------- | ---------------------------------------------------------------------- |
| 30-5-1990                                                              | Reykjavík                                                              | Islanda                                                                | 2 – 0                                                                  | Albania                                                                | Qual. Euro 1992                                                        | -2                                                                     |                                                                        |
| 4-9-1991                                                               | Amarousio                                                              | Grecia                                                                 | 0 – 2                                                                  | Albania                                                                | Amichevole                                                             | -                                                                      |                                                                        |
| 16-10-1991                                                             | Olomouc                                                                | Cecoslovacchia                                                         | 2 – 1                                                                  | Albania                                                                | Qual. Euro 1992                                                        | -2                                                                     |                                                                        |
| 29-1-1992                                                              | Tirana                                                                 | Albania                                                                | 1 – 0                                                                  | Grecia                                                                 | Amichevole                                                             | -                                                                      |                                                                        |
| 22-4-1992                                                              | Siviglia                                                               | Spagna                                                                 | 3 – 0                                                                  | Albania                                                                | Qual. Mondiali 1994                                                    | -2                                                                     | 69’                                                                    |
| 9-9-1992                                                               | Belfast                                                                | Irlanda del Nord                                                       | 3 – 0                                                                  | Albania                                                                | Qual. Mondiali 1994                                                    | -3                                                                     |                                                                        |
| 11-11-1992                                                             | Tirana                                                                 | Albania                                                                | 1 – 1                                                                  | Lettonia                                                               | Qual. Mondiali 1994                                                    | -1                                                                     |                                                                        |
| 8-9-1993                                                               | Tirana                                                                 | Albania                                                                | 0 – 1                                                                  | Danimarca                                                              | Qual. Mondiali 1994                                                    | -1                                                                     |                                                                        |
| 22-9-1993                                                              | Tirana                                                                 | Albania                                                                | 1 – 5                                                                  | Spagna                                                                 | Qual. Mondiali 1994                                                    | -5                                                                     |                                                                        |
| 7-9-1994                                                               | Cardiff                                                                | Galles                                                                 | 2 – 0                                                                  | Albania                                                                | Qual. Euro 1996                                                        | -2                                                                     |                                                                        |
| 16-11-1994                                                             | Tirana                                                                 | Albania                                                                | 1 – 2                                                                  | Germania                                                               | Qual. Euro 1996                                                        | -2                                                                     |                                                                        |
| 14-12-1994                                                             | Tirana                                                                 | Albania                                                                | 0 – 1                                                                  | Georgia                                                                | Qual. Euro 1996                                                        | -1                                                                     |                                                                        |
| 18-12-1994                                                             | Kaiserslautern                                                         | Germania                                                               | 2 – 1                                                                  | Albania                                                                | Qual. Euro 1996                                                        | -2                                                                     |                                                                        |
| 29-3-1995                                                              | Tirana                                                                 | Albania                                                                | 3 – 0                                                                  | Moldavia                                                               | Qual. Euro 1996                                                        | -                                                                      | 80’                                                                    |
| 26-4-1995                                                              | Tbilisi                                                                | Georgia                                                                | 2 – 0                                                                  | Albania                                                                | Qual. Euro 1996                                                        | -2                                                                     |                                                                        |
| 7-6-1995                                                               | Chișinău                                                               | Moldavia                                                               | 2 – 3                                                                  | Albania                                                                | Qual. Euro 1996                                                        | -2                                                                     | cap.                                                                   |
| 6-9-1995                                                               | Tirana                                                                 | Albania                                                                | 1 – 1                                                                  | Bulgaria                                                               | Qual. Euro 1996                                                        | -1                                                                     |                                                                        |
| 7-10-1995                                                              | Sofia                                                                  | Bulgaria                                                               | 3 – 0                                                                  | Albania                                                                | Qual. Euro 1996                                                        | -3                                                                     |                                                                        |
| 15-11-1995                                                             | Tirana                                                                 | Albania                                                                | 1 – 1                                                                  | Galles                                                                 | Qual. Euro 1996                                                        | -1                                                                     |                                                                        |
| 14-8-1996                                                              | Amarousio                                                              | Grecia                                                                 | 2 – 1                                                                  | Albania                                                                | Amichevole                                                             | -1                                                                     | 46’                                                                    |
| 9-10-1996                                                              | Tirana                                                                 | Albania                                                                | 0 – 3                                                                  | Portogallo                                                             | Qual. Mondiali 1998                                                    | -3                                                                     | cap.                                                                   |
| 29-3-1997                                                              | Granada                                                                | Albania                                                                | 0 – 1                                                                  | Ucraina                                                                | Qual. Mondiali 1998                                                    | -1                                                                     |                                                                        |
| 2-4-1997                                                               | Granada                                                                | Albania                                                                | 2 – 3                                                                  | Germania                                                               | Qual. Mondiali 1998                                                    | -3                                                                     |                                                                        |
| 20-8-1997                                                              | Kiev                                                                   | Ucraina                                                                | 1 – 0                                                                  | Albania                                                                | Qual. Mondiali 1998                                                    | -1                                                                     |                                                                        |
| 6-9-1997                                                               | Erevan                                                                 | Armenia                                                                | 3 – 0                                                                  | Albania                                                                | Qual. Mondiali 1998                                                    | -3                                                                     |                                                                        |
| 10-9-1997                                                              | Zurigo                                                                 | Albania                                                                | 1 – 0                                                                  | Irlanda del Nord                                                       | Qual. Mondiali 1998                                                    | -                                                                      |                                                                        |
| 11-10-1997                                                             | Hannover                                                               | Germania                                                               | 4 – 3                                                                  | Albania                                                                | Qual. Mondiali 1998                                                    | -4                                                                     |                                                                        |
| 21-1-1998                                                              | Adalia                                                                 | Turchia                                                                | 1 – 4                                                                  | Albania                                                                | Amichevole                                                             | -                                                                      | 70’                                                                    |
| 6-2-1998                                                               | Ta' Qali                                                               | Malta                                                                  | 1 – 1                                                                  | Albania                                                                | Rothmans Tournament 1998                                               | -1                                                                     |                                                                        |
| 19-8-1998                                                              | Nicosia                                                                | Cipro                                                                  | 3 – 2                                                                  | Albania                                                                | Amichevole                                                             | -1                                                                     | 80’                                                                    |
| 5-9-1998                                                               | Tbilisi                                                                | Georgia                                                                | 1 – 0                                                                  | Albania                                                                | Qual. Euro 2000                                                        | -1                                                                     |                                                                        |
| 14-10-1998                                                             | Oslo                                                                   | Norvegia                                                               | 2 – 2                                                                  | Albania                                                                | Qual. Euro 2000                                                        | -2                                                                     |                                                                        |
| 18-11-1998                                                             | Scutari                                                                | Albania                                                                | 0 – 0                                                                  | Grecia                                                                 | Qual. Euro 2000                                                        | -                                                                      |                                                                        |
| 10-2-1999                                                              | Tirana                                                                 | Albania                                                                | 2 – 0                                                                  | Macedonia                                                              | Amichevole                                                             | -                                                                      | 82’                                                                    |
| 28-4-1999                                                              | Liepāja                                                                | Lettonia                                                               | 0 – 0                                                                  | Albania                                                                | Qual. Euro 2000                                                        | -                                                                      |                                                                        |
| 5-6-1999                                                               | Scutari                                                                | Albania                                                                | 1 – 2                                                                  | Norvegia                                                               | Qual. Euro 2000                                                        | -2                                                                     |                                                                        |
| 9-6-1999                                                               | Scutari                                                                | Albania                                                                | 0 – 1                                                                  | Slovenia                                                               | Qual. Euro 2000                                                        | -1                                                                     |                                                                        |
| 18-8-1999                                                              | Lubiana                                                                | Slovenia                                                               | 2 – 0                                                                  | Albania                                                                | Qual. Euro 2000                                                        | -2                                                                     |                                                                        |
| 4-9-1999                                                               | Scutari                                                                | Albania                                                                | 3 – 3                                                                  | Lettonia                                                               | Qual. Euro 2000                                                        | -3                                                                     |                                                                        |
| 6-10-1999                                                              | Atene                                                                  | Grecia                                                                 | 2 – 0                                                                  | Albania                                                                | Qual. Euro 2000                                                        | -2                                                                     |                                                                        |
| 26-4-2000                                                              | Prilep                                                                 | Macedonia                                                              | 1 – 0                                                                  | Albania                                                                | Amichevole                                                             | -1                                                                     |                                                                        |
| 15-8-2000                                                              | Tirana                                                                 | Albania                                                                | 0 – 0                                                                  | Cipro                                                                  | Amichevole                                                             | -                                                                      | 71’                                                                    |
| 2-9-2000                                                               | Helsinki                                                               | Finlandia                                                              | 2 – 1                                                                  | Albania                                                                | Qual. Mondiali 2002                                                    | -2                                                                     |                                                                        |
| 11-10-2000                                                             | Scutari                                                                | Albania                                                                | 2 – 0                                                                  | Grecia                                                                 | Qual. Mondiali 2002                                                    | -                                                                      |                                                                        |
| 15-11-2000                                                             | Tirana                                                                 | Albania                                                                | 3 – 0                                                                  | Malta                                                                  | Amichevole                                                             | -                                                                      | 63’                                                                    |
| 24-3-2001                                                              | Leverkusen                                                             | Germania                                                               | 2 – 1                                                                  | Albania                                                                | Qual. Mondiali 2002                                                    | -2                                                                     |                                                                        |
| 28-3-2001                                                              | Scutari                                                                | Albania                                                                | 1 – 3                                                                  | Inghilterra                                                            | Qual. Mondiali 2002                                                    | -3                                                                     | cap.                                                                   |
| 25-4-2001                                                              | Gaziantep                                                              | Turchia                                                                | 0 – 2                                                                  | Albania                                                                | Amichevole                                                             | -                                                                      | 52’                                                                    |
| 2-6-2001                                                               | Heraklion                                                              | Grecia                                                                 | 1 – 0                                                                  | Albania                                                                | Qual. Mondiali 2002                                                    | -1                                                                     |                                                                        |
| 6-6-2001                                                               | Tirana                                                                 | Albania                                                                | 0 – 2                                                                  | Germania                                                               | Qual. Mondiali 2002                                                    | -2                                                                     |                                                                        |
| 5-9-2001                                                               | Newcastle upon Tyne                                                    | Inghilterra                                                            | 2 – 0                                                                  | Albania                                                                | Qual. Mondiali 2002                                                    | -2                                                                     | cap.                                                                   |
| 12-10-2002                                                             | Tirana                                                                 | Albania                                                                | 1 – 1                                                                  | Svizzera                                                               | Qual. Euro 2004                                                        | -1                                                                     | cap.                                                                   |
| 16-10-2002                                                             | Volgograd                                                              | Russia                                                                 | 4 – 1                                                                  | Albania                                                                | Qual. Euro 2004                                                        | -4                                                                     | cap.                                                                   |
| 12-2-2003                                                              | Bastia Umbra                                                           | Albania                                                                | 5 – 0                                                                  | Vietnam                                                                | Amichevole                                                             | -                                                                      | 46’                                                                    |
| 29-3-2003                                                              | Scutari                                                                | Albania                                                                | 3 – 1                                                                  | Russia                                                                 | Qual. Euro 2004                                                        | -1                                                                     |                                                                        |
| 2-4-2003                                                               | Tirana                                                                 | Albania                                                                | 0 – 0                                                                  | Irlanda                                                                | Qual. Euro 2004                                                        | -                                                                      |                                                                        |
| 30-4-2003                                                              | Sofia                                                                  | Bulgaria                                                               | 2 – 0                                                                  | Albania                                                                | Amichevole                                                             | -                                                                      | 46’                                                                    |
| 7-6-2003                                                               | Dublino                                                                | Irlanda                                                                | 2 – 1                                                                  | Albania                                                                | Qual. Euro 2004                                                        | -1                                                                     | cap. 79’                                                               |
| 11-6-2003                                                              | Lancy                                                                  | Svizzera                                                               | 3 – 2                                                                  | Albania                                                                | Qual. Euro 2004                                                        | -3                                                                     | cap.                                                                   |
| 20-8-2003                                                              | Prilep                                                                 | Macedonia                                                              | 3 – 1                                                                  | Albania                                                                | Amichevole                                                             | -2                                                                     | 46’                                                                    |
| 6-9-2003                                                               | Tbilisi                                                                | Georgia                                                                | 3 – 0                                                                  | Albania                                                                | Qual. Euro 2004                                                        | -3                                                                     |                                                                        |
| 10-9-2003                                                              | Tirana                                                                 | Albania                                                                | 3 – 1                                                                  | Georgia                                                                | Qual. Euro 2004                                                        | -1                                                                     | cap.                                                                   |
| 11-10-2003                                                             | Lisbona                                                                | Portogallo                                                             | 5 – 3                                                                  | Albania                                                                | Amichevole                                                             | -4                                                                     | cap. 64’                                                               |
| 15-11-2003                                                             | Tirana                                                                 | Albania                                                                | 2 – 0                                                                  | Estonia                                                                | Amichevole                                                             | -                                                                      | 46’                                                                    |
| 18-2-2004                                                              | Tirana                                                                 | Albania                                                                | 2 – 1                                                                  | Svezia                                                                 | Amichevole                                                             | -1                                                                     |                                                                        |
| 31-3-2004                                                              | Scutari                                                                | Albania                                                                | 2 – 1                                                                  | Islanda                                                                | Amichevole                                                             | -                                                                      | 63’                                                                    |
| 28-4-2004                                                              | Tallinn                                                                | Estonia                                                                | 1 – 1                                                                  | Albania                                                                | Amichevole                                                             | -1                                                                     | 46’                                                                    |
| 18-8-2004                                                              | Limassol                                                               | Cipro                                                                  | 2 – 1                                                                  | Albania                                                                | Amichevole                                                             | -1                                                                     | 46’                                                                    |
| 4-9-2004                                                               | Tirana                                                                 | Albania                                                                | 2 – 1                                                                  | Grecia                                                                 | Qual. Mondiali 2006                                                    | -1                                                                     | cap. 90+1’                                                             |
| 8-9-2004                                                               | Tbilisi                                                                | Georgia                                                                | 2 – 0                                                                  | Albania                                                                | Qual. Mondiali 2006                                                    | -2                                                                     | cap.                                                                   |
| 9-10-2004                                                              | Tirana                                                                 | Albania                                                                | 0 – 2                                                                  | Danimarca                                                              | Qual. Mondiali 2006                                                    | -2                                                                     | cap.                                                                   |
| 13-10-2004                                                             | Almaty                                                                 | Kazakistan                                                             | 0 – 1                                                                  | Albania                                                                | Qual. Mondiali 2006                                                    | -                                                                      | cap.                                                                   |
| 9-2-2005                                                               | Tirana                                                                 | Albania                                                                | 0 – 2                                                                  | Ucraina                                                                | Qual. Mondiali 2006                                                    | -2                                                                     | cap.                                                                   |
| Totale                                                                 |                                                                        | Presenze (6º posto)                                                    | 73                                                                     |                                                                        | Reti                                                                   | -106                                                                   |                                                                        |

| Cronologia completa delle presenze e delle reti in nazionale (Partite non ufficiali) ― Albania | Cronologia completa delle presenze e delle reti in nazionale (Partite non ufficiali) ― Albania | Cronologia completa delle presenze e delle reti in nazionale (Partite non ufficiali) ― Albania | Cronologia completa delle presenze e delle reti in nazionale (Partite non ufficiali) ― Albania | Cronologia completa delle presenze e delle reti in nazionale (Partite non ufficiali) ― Albania | Cronologia completa delle presenze e delle reti in nazionale (Partite non ufficiali) ― Albania | Cronologia completa delle presenze e delle reti in nazionale (Partite non ufficiali) ― Albania | Cronologia completa delle presenze e delle reti in nazionale (Partite non ufficiali) ― Albania |
| Data                                                                                           | Città                                                                                          | In casa                                                                                        | Risultato                                                                                      | Ospiti                                                                                         | Competizione                                                                                   | Reti                                                                                           | Note                                                                                           |
| ---------------------------------------------------------------------------------------------- | ---------------------------------------------------------------------------------------------- | ---------------------------------------------------------------------------------------------- | ---------------------------------------------------------------------------------------------- | ---------------------------------------------------------------------------------------------- | ---------------------------------------------------------------------------------------------- | ---------------------------------------------------------------------------------------------- | ---------------------------------------------------------------------------------------------- |
| 6-9-2002                                                                                       | Kosovska Mitrovica                                                                             | Kosovo                                                                                         | 0 – 1                                                                                          | Albania                                                                                        | Amichevole                                                                                     | -                                                                                              | 46’                                                                                            |
| Totale                                                                                         |                                                                                                | Presenze                                                                                       | 1                                                                                              |                                                                                                | Reti                                                                                           | 0                                                                                              |                                                                                                |

## Palmarès

### Club

#### Competizioni nazionali
- Campionato albanese: 1

Dinamo Tirana: 1989-1990
- Campionato greco: 1

Olympiakos: 1996-1997
- Coppa d'Albania: 2

Dinamo Tirana: 1988-1989, 1989-1990
- Coppa di Grecia: 1

Paniōnios: 1997-1998
- Supercoppa d'Albania: 1

Dinamo Tirana: 1989